# Burg Waldau (Vohenstrauß)
Die Burg Waldau ist eine mittelalterliche Höhenburg in Waldau, einem Ortsteil von Vohenstrauß im Oberpfälzer Wald in Bayern. Die Anlage wird als Bodendenkmal unter der Aktennummer D-3-6339-0018 im Bayernatlas als „archäologische Befunde im Bereich der mittelalterlichen Burg und des frühneuzeitlichen Schlosses von Waldau“ geführt. Ebenso ist sie unter der Aktennummer D-3-74-162-122 als denkmalgeschütztes Baudenkmal von Waldau verzeichnet.

## Geographische Lage
Die Burg liegt inmitten der Ortschaft Waldau auf dem 524 Meter hohen Schlossberg. Sie gehört somit zur Stadt Vohenstrauß, ist jedoch drei Kilometer von deren Zentrum entfernt. Bis zur nordwestlich von Waldau gelegenen kreisfreien Stadt Weiden sind es etwas mehr als 11 Kilometer.
Die Burg liegt innerhalb des Geotops "Schlossberg in Waldau". In der nähe befinden sich die Burgruinen Flossenbürg, Haselstein und Schellenberg im Nordosten, die Burg Treswitz und die Friedrichsburg im Südosten und die Burgruine Leuchtenberg im Südwesten.

## Geschichte

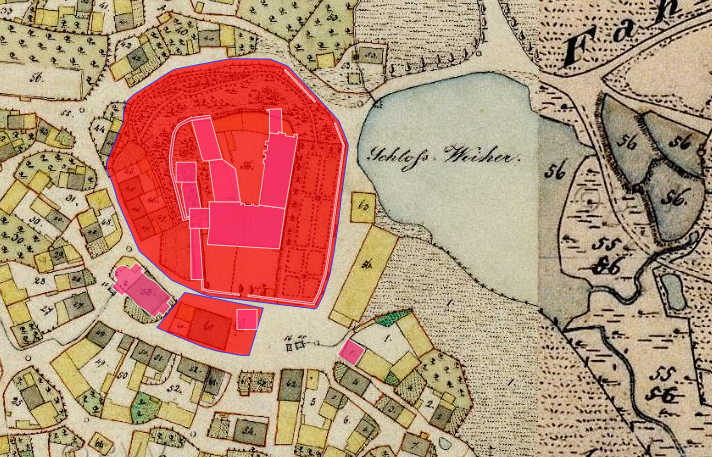
Lageplan der Burg Waldau (Vohenstrauß) auf dem Urkataster von Bayern

Erbauer und erster Besitzer der Burg war das Ministerialengeschlecht der Waldauer, das auch die Burg Schellenberg errichtete. Im frühen 13. Jahrhundert errichteten sie zunächst den Bergfried, 1350 erweiterten sie ihn mit dem Palas und stockten bestehende Gebäude auf. Im 15. Jahrhundert verbanden die Waldauer beide Gebäudeeinheiten durch einen Zwischenbau.
Anfang des 14. Jahrhunderts gehörte die Burg hälftig den Nothaffts, nachdem sich Albert von Nothafft mit einer Waldauerin vermählt hatte. Diese Hälfte kam 1326 in die Hand des Königs Ludwig IV. und wurde durch den Hausvertrag von Pavia der Pfalz zugeschlagen. 1394 belehnte Kurfürst Rupprecht III. Tobias und Heinrich die Waldauer mit der Veste Waldau, dem dortigen Blutgericht und dem Wildbann. Der Letzte dieses Geschlechts war Jörg von Waldau. Er verkaufte 1545 seinen Besitz an Willibald von Wirsberg.
Kurzfristig hatten von 1560 bis 1562 die Köckritz die Burg inne. Nach dem Aussterben der Wirsberger verlieh Kurfürst Ferdinand Maria von Bayern das Rittergut an Feldmarschall Adrian Freiherr von Enkevort. Das Geschlecht der Enckevort war hier bis 1681 begütert. Der Sohn Ferdinand Franz Leopold von Enkevort verkaufte das Gut 1681 an Franz Ferdinand von Rummel.
In der zweiten Hälfte des 17. Jahrhunderts wurde das Neue Schloss errichtet, nachdem Teile der Burg baufällig geworden waren. Im 18. Jahrhundert wurden Bergfried und angrenzende Gebäude als Ortskirche umfunktioniert. 1912 erhielt der Ort eine neue Kirche, die Burg wird seither nicht mehr als Kirche genutzt. Heute ist die Burg in Privatbesitz und kann an bestimmten Tagen besichtigt werden.

## Geotop
Das Schloss Waldau ist auf Serpentinitfelsen errichtet. Der Bronzit führende Härtlingsrücken ist nur an wenigen Stellen um die Burg herum aufgeschlossen. Die Aufschlüsse sind weitgehend zugewachsen. Der Felsen ist als Geotop ausgewiesen und als bedeutend eingestuft.

## Galerie

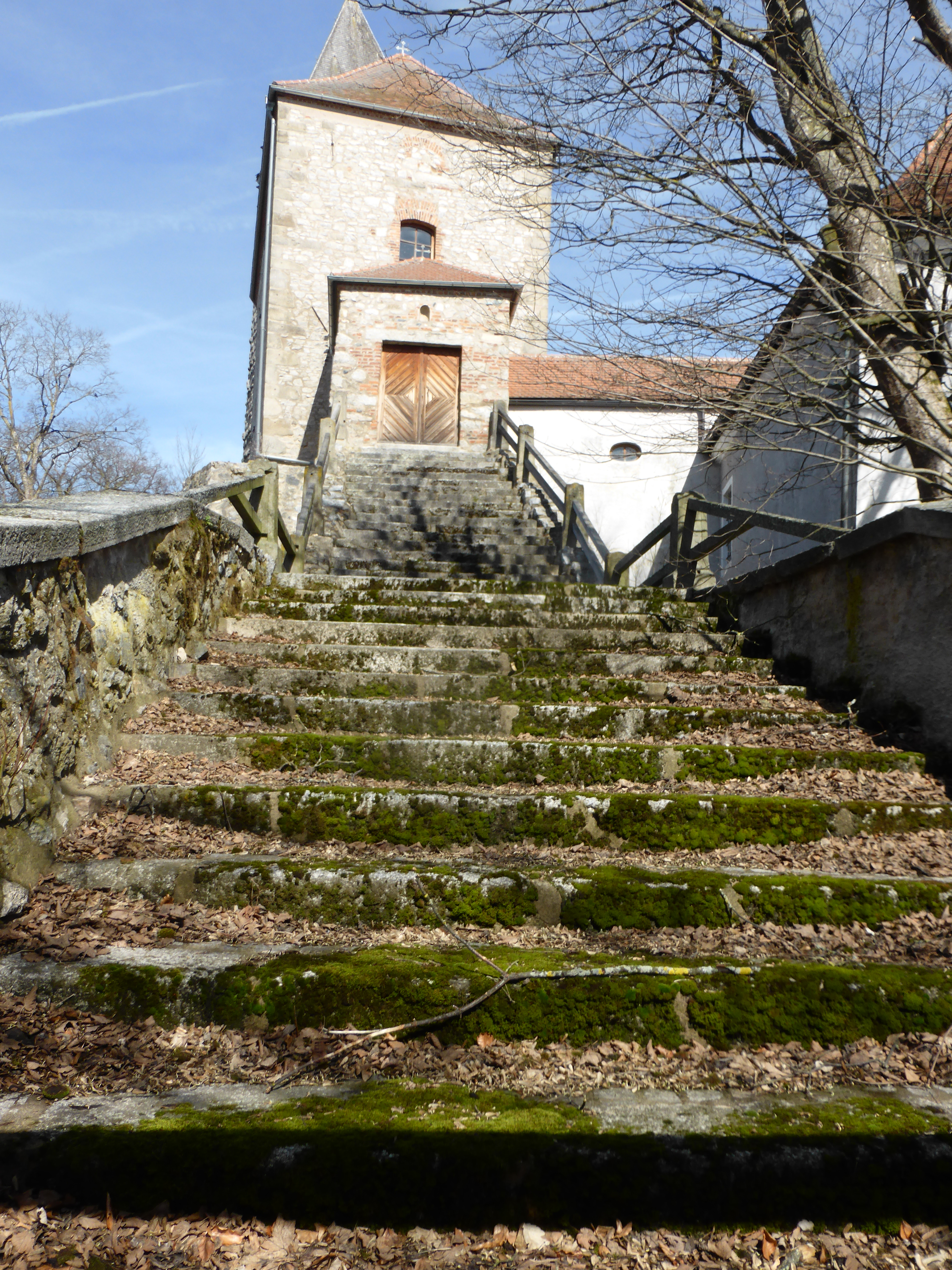
Treppenaufgang zur Burg Waldau
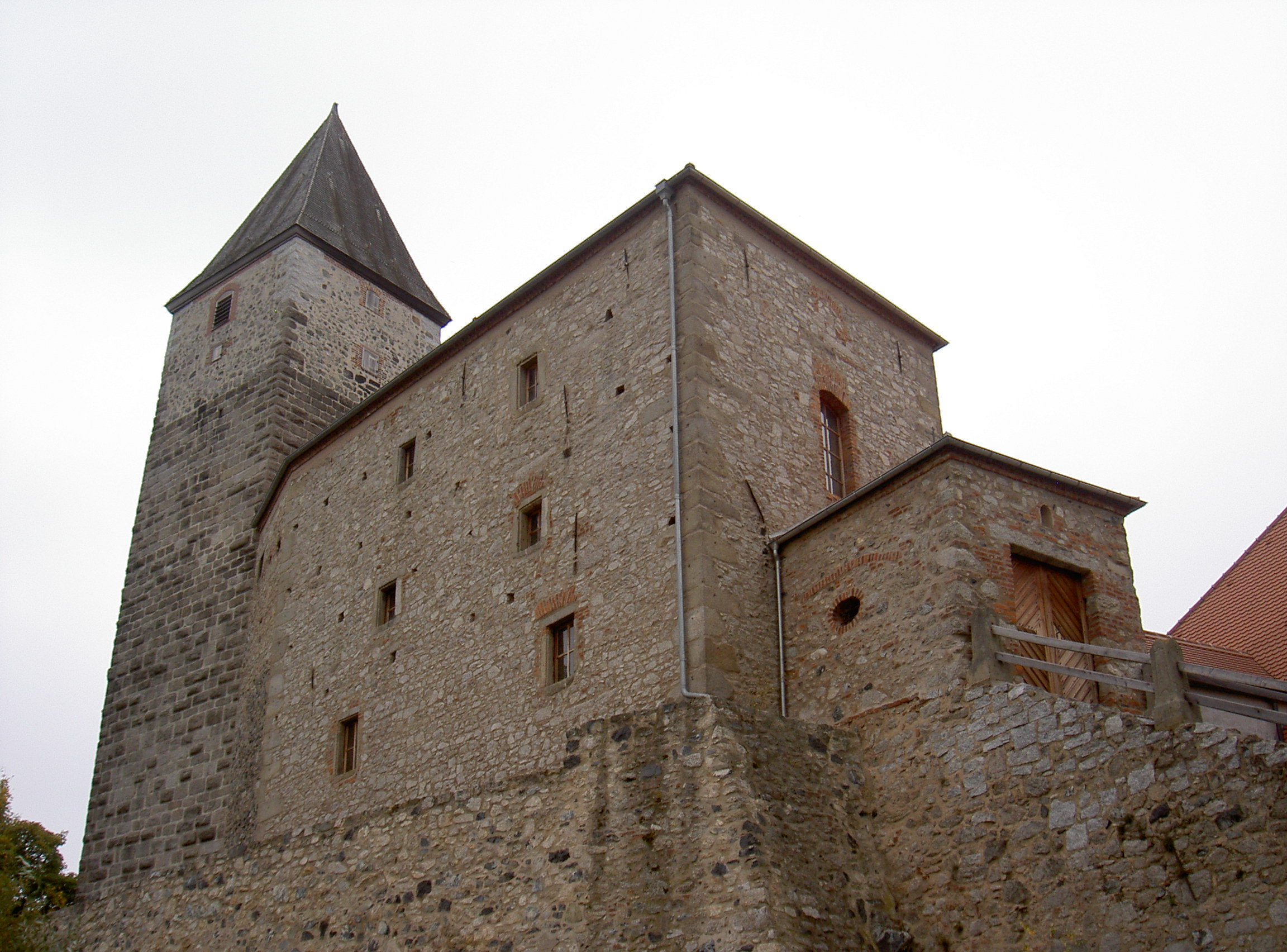
Seitenansicht
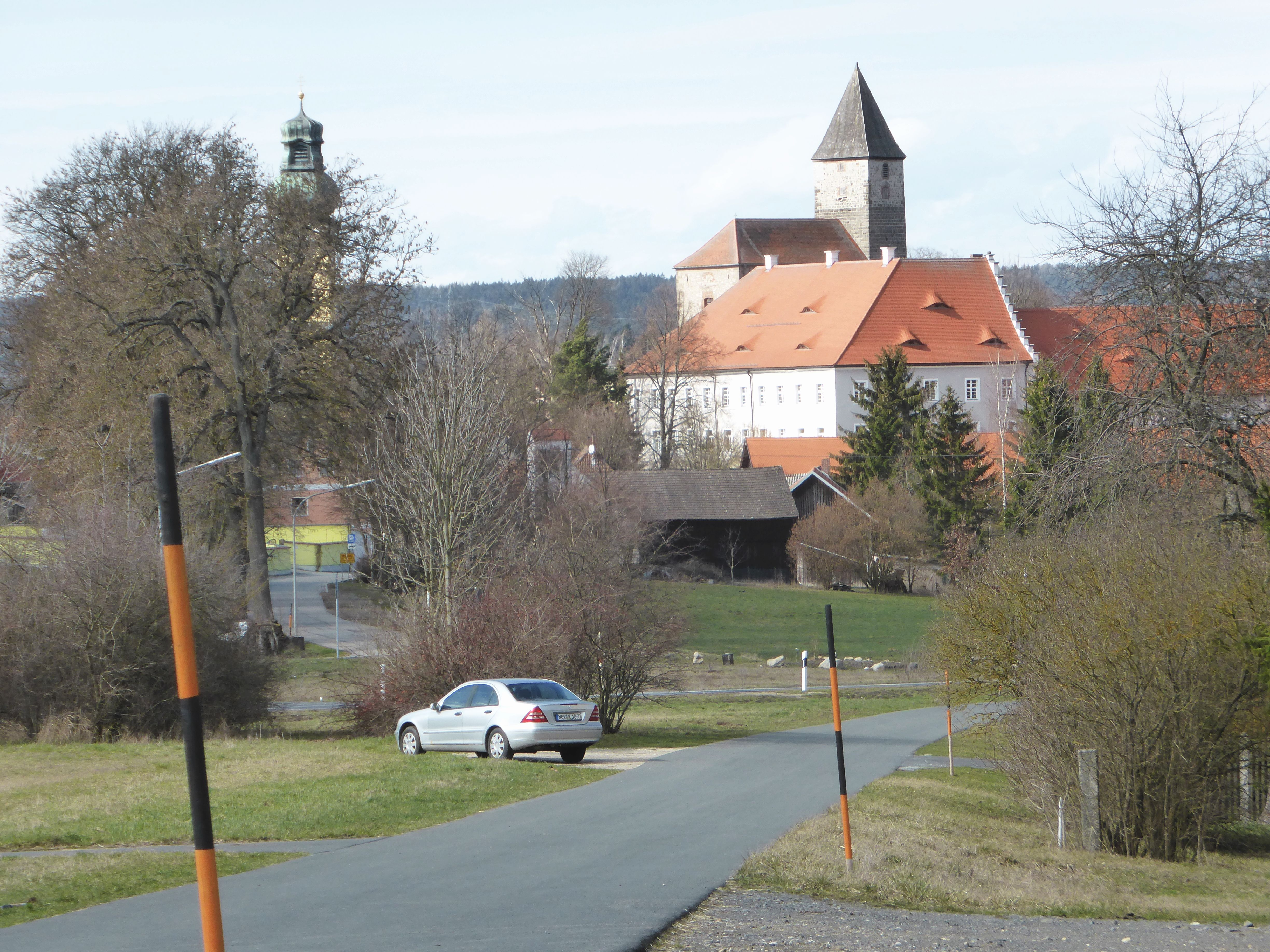
Blick vom Ortsrand auf Schloss und Burg
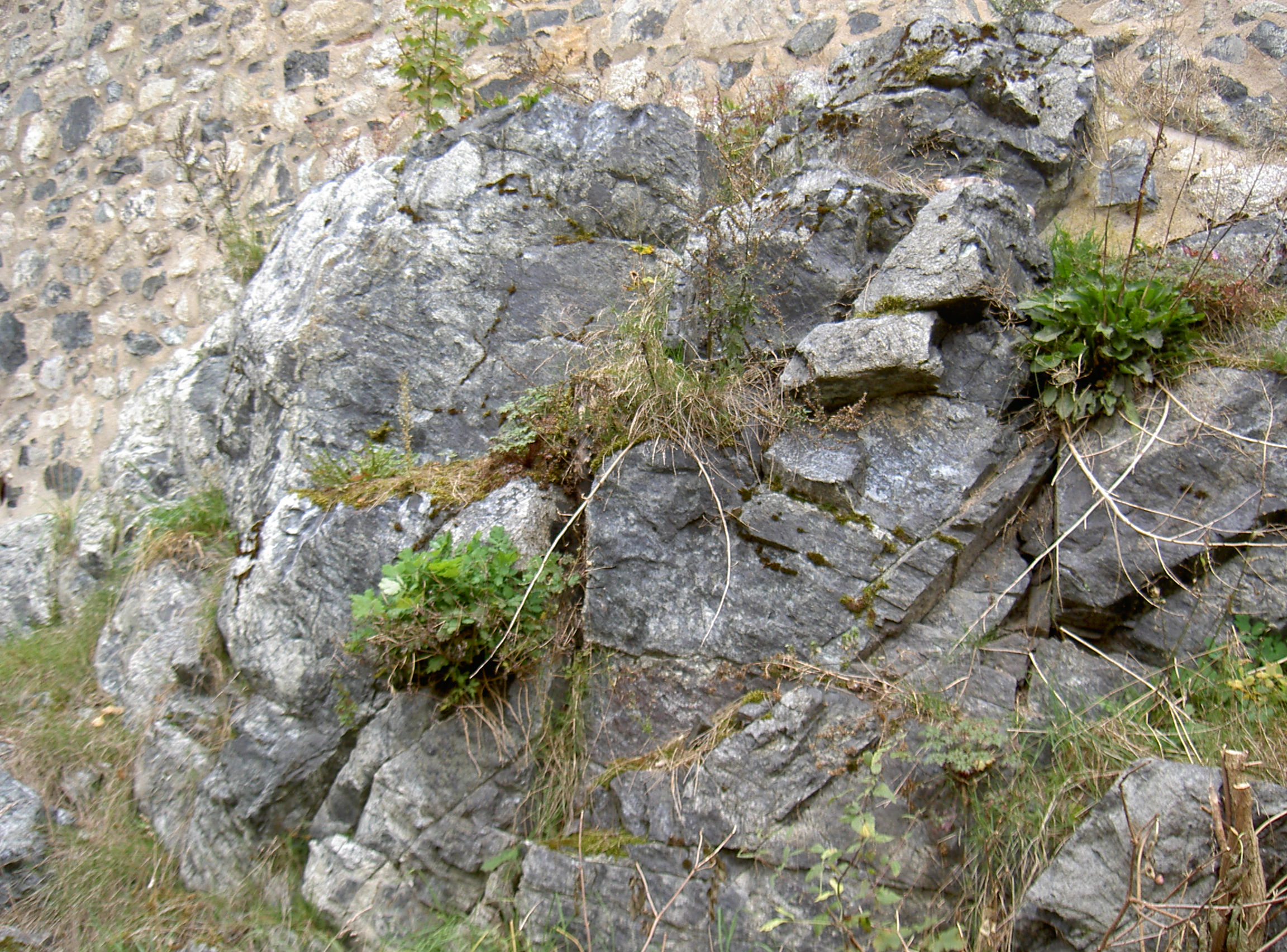
Serpentinit